# Часник наскельний
Часник наскельний (Allium saxatile) — вид трав'янистих рослин родини амарилісові (Amaryllidaceae); рослина Південної і Південно-Східної Європи, Казахстану та Кавказу.

## Опис
Багаторічна рослина. Стебла заввишки 10–70 см. Листки вкривають нижню 1/3 або менше стебла. Насіння еліптичне, 3.3–3.8 x 2.1–2.3 мм; поверхня глянсова, сірувато-чорна. 2n = 16.

## Поширення
Рослина Південної і Південно-Східної Європи, Казахстану та Кавказу.
Населяє кам'янисті схили.
Цей вид у національному Червоному списку Румунії має статус «рідкісний».